# 好运Money+
《好运Money+》是由第一财经传媒有限公司出品的双周出版财经杂志，创办于2011年。 杂志的阅读人群定位为中国独生子女一代，旨在为该人群提供投资与理财方案。 2013年8月，该杂志停刊。